# Erminia Frezzolini
Erminia Frezzolini (ur. 27 marca 1818 w Orvieto, zm. 5 listopada 1884 w Paryżu) – włoska śpiewaczka operowa, sopran.

## Życiorys
Była córką śpiewaka Giuseppe Frezzoliniego (1789–1861). Początkowo uczyła się u ojca, później jej nauczycielami byli Domenico Ronconi, Andrea Nencini i Manuel García. Na scenie zadebiutowała w 1838 roku we Florencji rolą w Beatrice di Tenda Vincenza Belliniego. W 1840 roku śpiewała w mediolańskiej La Scali, a w 1842 roku w Londynie. Do jej popisowych ról należały Elwira w Purytanach, Gilda w Rigoletcie i Leonora w Trubadurze. Wzięła udział w prapremierowych przedstawieniach oper Giuseppe Verdiego Lombardczycy na pierwszej krucjacie (1843) i Joanna d’Arc (1845). Jej talent wokalny podziwiał François Fétis. W 1847 i 1857 roku odbyła podróż do Petersburga. W latach 1853–1857 była członkiem zespołu Théâtre-Italien w Paryżu. W latach 1857–1860 odbyła tournée po Stanach Zjednoczonych. Po powrocie do Europy zamieszkała w Paryżu, gdzie prowadziła szkołę śpiewu. W 1863 roku wycofała się ze sceny, sporadycznie występowała jednak jeszcze do 1871 roku. Na jednym z jej koncertów w Neapolu w 1867 roku obecny był Mark Twain.
W 1841 roku poślubiła włoskiego tenora Antonio Poggiego, jednak małżeństwo to szybko zakończyło się separacją. Po śmierci męża w 1875 roku wyszła ponownie za mąż, za francuskiego lekarza.